# Dunyā
Ad-Dunyā (arabisch الدنيا, DMG ad-dunyā ‚die Nähere, Niedrigere‘) bezeichnet im Islam die Welt des menschlichen Erfahrens und Gestaltens, das Diesseits. In der Zusammensetzung al-ḥayāt ad-dunyā („das diesseitige Leben“) kommt der Begriff schon im Koran vor, so in Sure Sure 2:86 und Sure 87:14-17.
Der Diesseitsbegriff wird in der Literatur der Sufis häufig verwendet, wo er Sinnbild für das Weltliche als das Unwesentliche ist, das vom Eigentlichen und Lebensziel, von Allah, ablenkt. Um diese Ablenkung zu bekämpfen, bedarf es der Kontrolle der eigenen niederen Triebe (an-nafs al-ammara).
Die bekannte Mystikerin Rābiʿa al-ʿAdawiyya al-Qaisiyya soll einmal gefragt haben: „Wer wird uns zum Geliebten (= Allah) führen?“ Ihr Diener antwortete ihr: „Unser Geliebter ist stets mit uns, aber diese Welt schneidet uns von ihm ab.“
Das Gegenteil von Dunya ist al-achira / الآخرة / al-āḫira das islamische Jenseits als der Ort der Scheidung in Himmel und Hölle. Ein anderer Gegensatz zu Diesseits bzw. zur Welt der Menschen ist al-ġaib, wörtlich das Verborgene, der dem menschlichen Wahrnehmen und Verstehen unzugängliche Seinsbereich.
Im Arabischen und Türkischen ist دنيا (Dunya, Dunja oder Dunia) ein verbreiteter weiblicher Vorname mit der Bedeutung die Welt (vgl. türkisch Dünya = Erde, Welt). Bekannte Namensträgerinnen sind unter anderen die Fernsehmoderatorin Dunja Hayali, die Schauspielerin Dunja Dogmani und die irakisch-amerikanische Dichterin Dunya Mikhail.